# Уланов, Константин Егорович
Константин Егорович Уланов («22 октября 1929 года, село Луначарское (ныне Лопатинский район, Пензенская область) — 2003, Тбилиси) — слесарь-сборщик сборочного цеха комбайнов завода Ростсельмаш», Ростов-на-Дону. Герой Социалистического Труда (1967), награждён двумя орденами Ленина (1976, 1981), медалью «Серп и Молот» (1981), орденом «Знак Почета» (1971), медалью «За доблестный труд. В ознаменование 100-летия со дня рождения В. И. Ленина» (1970).

## Биография
Родился Константин Егорович 22 октября 1929 года в селе Луначарское (ныне Лопатинского района Пензенской области). В 1937 году уехал вместе с семьёй в Ростов-на-Дону, учился в первом классе. Началась Великая Отечественная война и отец Константина ушёл на фронт, а сам Костя помогал семье. В 1943 году город Ростов-на-Дону был освобождён и Костя Уланов уезжает к бабушке в село Луначарское, где учится в школе, а летом пас скот и работал возницей в полевую страду. После окончания Великой Отечественной войны в 1946 году домой возвращается отец Константина и вся семья живёт в городе Ростове-на-Дону. Работал Константин Егорович закройщиком обуви в артеле «Красный обувщик». Участник стахановского движения, был награждён грамотами по спортивной работе, затем учился на курсах инструкторов физкультуры и спорта. В 1951—1954 годах проходил службу в армии на Сахалине, а также на Курильских островах и в Приморском крае. Вернулся из армии и работал на заводе сантехарматуры, в 1956 году — в цеху комбайнов завода «Ростсельмаш», был инспектором цеха по технике безопасности и был избран . В цехе комбайнов завода «Ростсельмаш» Константин Егорович выполнял норму на 140 %. В 1977 году был награждён выставочным комитетом ВДНХ дипломом первой степени и премией — автомобилем «Москвич».
За высокие результаты и проявленную трудовую доблесть, за досрочное выполнение заданий десятой пятилетки Константин Егорович Уланов был удостоен в 1981 году звания Героя Социалистического Труда с вручением ордена Ленина и золотой медали «Серп и Молот».
Был рабочим корреспондентом, его статьи были опубликованы в газетах: центральной «Правда», областной «Молот», городской «Вечерний Ростов», многотиражной «Ростсельмашевец», за рубежом делился своим опытом работы.
Константин Егорович Уланов был делегатом съезда профсоюзов, депутатом органов управления[уточнить], в 1982—1986 годах — депутат Ростовского городского Совета народных депутатов. Награждён двумя орденами Ленина, орденом «Знак Почета»,  медалью «За доблестный труд. В ознаменование 100-летия со дня рождения В.И. Ленина», в 1984 году ему присвоили звание почётного ростсельмашевца.
Жил в Ростове-на-Дону, с 1989 года Константин Егорович на пенсии, на  пенсии, инвалид второй группы. Умер в 2003 году. Похоронен в Тбилиси на кладбище Ортачала.

## Награды
- Герой Социалистического Труда (1976, 1981);
- Ордена Ленина (1976, 1981);
- Медаль «Серп и Молот» (1981);
- Орден «Знак Почета» (1971)
- Медаль «За доблестный труд. В ознаменование 100-летия со дня рождения В. И. Ленина» (1970).